# Das Institut – Oase des Scheiterns
Das Institut – Oase des Scheiterns ist eine deutsche Workplace-Sitcom  über die Arbeit eines deutschen Kulturinstituts im zentralasiatischen Fantasiestaat Kisbekistan. Weitgehend am Interesse der Einheimischen vorbei versuchen die sechs Mitarbeiter, mit Sprachkursen und Veranstaltungen ein positives Deutschlandbild zu vermitteln. Das in der Serie dargestellte Deutsche Sprach- und Kulturinstitut trägt dabei unverkennbar Züge des Goethe-Instituts.
Die Serie ist eine Koproduktion der Sender Bayerischer Rundfunk, Norddeutscher Rundfunk und Westdeutscher Rundfunk sowie BR Puls und ARD-alpha (Staffel 1) bzw. von BR, NDR, WDR und MagentaTV (Staffel 2). Eine dritte Staffel erschien 2020 als achtteilige Podcast-Hörspielserie mit den Darstellern der Fernsehserie (moderiert von Ariane Alter).

## Handlung
Kallalabad, die Hauptstadt der Islamischen Volksrepublik Kisbekistan: Hier befindet sich eines von weltweit über hundert Deutschen Sprach- und Kulturinstituten. Unter der Leitung von Dr. Eckart bietet das Institut Deutschkurse an, Theateraufführungen und Gastspiele deutscher Künstler sowie eine reichhaltige Auswahl deutschsprachiger Bücher, Filme und CDs. Das einzige Problem: Die Kisbeken bleiben dem Institut fern. Die einheimische Bevölkerung hat genug eigene Sorgen – Krankheiten, Korruption, Krieg – und daher keinerlei Nerv, sich auf die deutsche Kultur einzulassen.
Und so schmoren die fünf Expats und ihr kisbekischer Regionalkoordinator mehr oder minder im eigenen Saft; spielen Fußball gegen die Mitarbeiter der Niederländischen Botschaft, stellen sich als Wahllokal für die kisbekischen Kommunalwahlen zur Verfügung, spenden Blut fürs Rote Kreuz, organisieren einen Brettspielabend – und müssen ständig Vorwände finden, die Münchener Zentrale von einer Schließung des Standorts abzubringen. Innerhalb der Belegschaft verlaufen zahlreiche Gräben – Ossi gegen Wessi, Christin gegen Stalinistin, Hipster gegen Philister –, aber auch eine zarte Liebesgeschichte, die sich zwischen der Deutschlehrerin Jördis und dem Kisbeken Haschim anbahnt.
Obwohl sich die Mitarbeiter des Instituts weltgewandt und kulturell aufgeschlossen geben, treten immer wieder ihre deutsche Leitkultur-Arroganz und ihr latenter Rassismus zutage. Und trotz der Direktive, möglichst sensibel mit der Religion und den Bräuchen des Gastlandes umzugehen, treten die Mitarbeiter von einem interkulturellen Fettnäpfchen ins nächste und sind am Ende jeder Folge kurz davor, einen Kampf der Kulturen heraufzubeschwören.

## Episodenliste

### Staffel 1
Am 14. Dezember 2017 wurden alle Folgen der Staffel vorab in den Mediatheken des BR und des NDR veröffentlicht.
| Nr. | Originaltitel           | Erstausstrahlung | Regie               | Drehbuch    |
| --- | ----------------------- | ---------------- | ------------------- | ----------- |
| 1   | Deutsche Einheit        | 3. Jan. 2018     | Markus Sehr         | Robert Löhr |
| 2   | Null negativ            | 3. Jan. 2018     | Markus Sehr         | Robert Löhr |
| 3   | Titus der Weise         | 4. Jan. 2018     | Markus Sehr         | Robert Löhr |
| 4   | Wahltag                 | 11. Jan. 2018    | Markus Sehr         | Robert Löhr |
| 5   | Crashkurs Deutsch       | 18. Jan. 2018    | Lutz Heineking, jr. | Robert Löhr |
| 6   | Kallalabale und Liebe   | 25. Jan. 2018    | Lutz Heineking, jr. | Robert Löhr |
| 7   | Fußball ist unser Leben | 1. Feb. 2018     | Lutz Heineking, jr. | Robert Löhr |
| 8   | Siedler von Kallalabad  | 15. Feb. 2018    | Lutz Heineking, jr. | Robert Löhr |

### Staffel 2
Am 1. August 2019 wurden alle Folgen der Staffel vorab bei MagentaTV veröffentlicht.
| Nr. | Originaltitel                   | Erstausstrahlung | Regie       | Drehbuch    |
| --- | ------------------------------- | ---------------- | ----------- | ----------- |
| 1   | Deutsche Neue Welle             | 19. März 2020    | Markus Sehr | Robert Löhr |
| 2   | Couchsurfing in Kisbekistan     | 26. März 2020    | Markus Sehr | Robert Löhr |
| 3   | Der Exorzismus der Anneliese E. | 2. Apr. 2020     | Markus Sehr | Robert Löhr |
| 4   | Ritt der Walküre                | 9. Apr. 2020     | Markus Sehr | Robert Löhr |
| 5   | Die fliehenden Holländer        | 16. Apr. 2020    | Markus Sehr | Robert Löhr |
| 6   | Schlangen im Büro               | 23. Apr. 2020    | Markus Sehr | Robert Löhr |
| 7   | Durch die Wüste                 | 30. Apr. 2020    | Markus Sehr | Robert Löhr |
| 8   | Dahoam is Dahoam                | 7. Mai 2020      | Markus Sehr | Robert Löhr |

## Entstehung & Veröffentlichung
Die Dreharbeiten fanden ausschließlich in einem ehemaligen Frauengefängnis und Gerichtsgebäude im Berliner Ortsteil Moabit statt, dem man durch entsprechende Ausstattung und digitale Hintergründe die Anmutung des Mittleren Ostens gab.
Ihre Premiere hatte die Serie am 28. Oktober 2017 in München: Beim Seriencamp wurden drei Folgen vorgestellt. Bei der Wahl zum Publikumspreis kam Das Institut dabei – hinter Mary Kills People und Babylon Berlin – auf den 3. Platz. Die Premiere der 2. Staffel fand auf dem Filmfest München 2019 statt.
2020 wurde mit den Darstellern der Serie eine achtteilige Hörspielstaffel produziert, die zeitlich zwischen der 1. und der 2. TV-Staffel angesiedelt ist. Nachdem das Deutsche Sprach- und Kulturinstitut Kallalabad in einer Online-Umfrage zum beliebtesten Institut weltweit gewählt wurde, macht sich Journalistin und Moderatorin Ariane Alter auf den Weg nach Kallalabad, um dem überraschenden Ergebnis auf den Grund zu gehen. Die Rolle der Jördis übernahm dabei Kaya Marie Möller, Autor Robert Löhr führte die Regie.

## Rezeption
In der Presse wurde die Serie mehrheitlich gelobt und für ihre Unverzagtheit und ihre Gagdichte gepriesen:

„Die Witze sind nie platt, sondern eigentlich immer politisch unkorrekt und auf einem fürs deutsche Fernsehen ungewohnten Niveau. Es ist eine Gratwanderung zwischen Politik und Kultur und dem Clash der Kulturen, der hier großartig gelingt.“

„Wenn öffentlich-rechtliches Fernsehen lustig sein möchte und dafür dann auch noch ein Land namens Kisbekistan erfindet, in dem die Mitarbeiter einer Goethe-Institut-Persiflage auf Einheimische treffen, dann lässt das Schlimmes befürchten. Aber die Serie ‚Das Institut‘ bricht die Erwartungen in fast jeder Hinsicht.“

„Witze mit dieser Schärfe und Genauigkeit finden sich in deutschen Filmkomödien meistens einmal in 90 Minuten. In der neuen TV-Comedy ‚Das Institut‘ finden sie sich alle paar Minuten. Als müsste […] bewiesen werden, dass es nun auch mit Comedys in Deutschland hinhaut, legt der Bayerische Rundfunk damit eine wahre Fernsehperle vor.“

Kritischere Stimmen bemängeln das Niveau des Humors und das falsche Feindbild:

„Die Serie schießt mit Gags wild um sich – allerdings ohne klares Trefferbild. Warum ausgerechnet ein Kultur-Vorposten, der den realen Goethe-Instituten nachempfunden wurde, hier zum Symbol für deutsche Überheblichkeit und Besserwisserei, also zur Zielscheibe gemacht werden soll, erschließt sich nicht.“

Die Serie erhielt den Deutscher Comedypreis 2018 in der Kategorie Beste Innovation und Drehbuchautor Robert Löhr wurde mit dem Bayerischen Fernsehpreis 2018 ausgezeichnet.